# Iridomyrmex occiduus
Iridomyrmex occiduus é uma espécie de formiga do gênero Iridomyrmex.